# Asperula podlechii
Asperula podlechii är en måreväxtart som beskrevs av Schönb.-tem.. Asperula podlechii ingår i släktet färgmåror, och familjen måreväxter.
Artens utbredningsområde är Afghanistan. Inga underarter finns listade i Catalogue of Life.